# استنهوپ ویتکرافت
استنهوپ ویتکرافت (انگلیسی: Stanhope Wheatcroft؛ ۱۱ مه ۱۸۸۸ – ۱۳ فوریه ۱۹۶۶) بازیگر اهل ایالات متحده آمریکا بود.
از فیلم‌هایی که وی در آن‌ها نقش داشته‌است، می‌توان به مادام بی‌هِـیو، پذیریش مردمی و وقتی شوالیه‌ها ضعیف بودند اشاره نمود.